# Lâm Văn Điện
Lâm Văn Điện (1931 – 8 tháng 3 năm 2018) là một tướng lĩnh Công an nhân dân Việt Nam, hàm Thiếu tướng, nguyên quyền Tổng cục trưởng Tổng cục Hậu cần (nay là Tổng cục Hậu cần – Kỹ thuật, Bộ Công an). Ông được kết nạp vào Đảng Cộng sản Việt Nam ngày 25 tháng 1 năm 1950.

## Khen thưởng
- Huân chương Kháng chiến chống Pháp hạng Ba.[4]
- Huân chương Kháng chiến chống Mỹ hạng Nhất.
- Huân chương Quân công hạng Ba.
- Huy chương Vì an ninh Tổ quốc.
- Huy chương Vì sự nghiệp Phụ nữ.
- Huy hiệu Thành đồng Tổ quốc.